# Soleil Royal (1669)
Pour les autres navires du même nom, voir Soleil Royal.
Le Soleil-Royal est un navire de guerre français, en service de 1669 à 1692. C'est un vaisseau de ligne de premier rang, portant 98 puis 104 canons sur trois ponts. Il est le premier du nom, ainsi que le vaisseau-amiral de la flotte du Ponant pendant la guerre de la Ligue d'Augsbourg. Il est brûlé à l'issue de la bataille de la Hougue, le 2 juin 1692.

## Construction
Le Soleil-Royal est construit de 1668 à 1670 à Brest par le maître charpentier Laurent Hubac. Il est tout d’abord appelé Grand-Henry (en souvenir d'Henri IV), puis Royal-Soleil et enfin Soleil-Royal (référence à Louis XIV, le « Roi-Soleil »). La coque est lancée le 13 décembre 1669 ; elle fait 164 pieds et 6 pouces de long (de l'étrave à l'étambot), 44 pieds 6 pouces de large (sans bordages) et 20 pieds de tirant d'eau. Son premier armement est de 98 canons (de 36, 18, 12, 8 et 4 livres) sur ses trois ponts, ses gaillards et sa dunette. C’est un vaisseau de premier rang, doté comme le Royal-Louis (construit à Toulon), d’un gaillard d’avant ; seuls ces deux vaisseaux à l’époque disposaient de cette caractéristique sur ordre de Louis XIV. Ces vaisseaux-amiraux disposaient en outre comme autre marque distinctive de trois fanaux au sommet de leur poupe et un sur le mât d’artimon. Autre caractéristique propre à ces vaisseaux, tous les canons à bord sont en bronze, et non en fonte.
Avec ses 2 500 tonneaux et ses 104 canons, sa coque noire, blanc, bleu et ventre-de-biche, coupée de listons d'or, c'est un bâtiment superbe. Avec les mantelets rouge vif de ses sabords et les éclatantes couleurs du bordé, il est décoré avec magnificence. Les peintres François Verdier, Claude Audran II, Gabriel Revel et François Bonnemer ont participé aux décors du navire. Coysevox a taillé lui-même dans le cœur de chêne les figures de la poupe et de la proue, une sirène tenant à la main un globe terrestre. Les ornements de l'arrière sont sculptés par Puget. Cette magnificence sur un vaisseau de guerre peut surprendre. Elle ne doit cependant rien au hasard. Le navire, par la combinaison de ses canons et la richesse de son décor doit illustrer toute la puissance de Louis XIV, le « Roi Soleil », alors en pleine gloire.

## Carrière

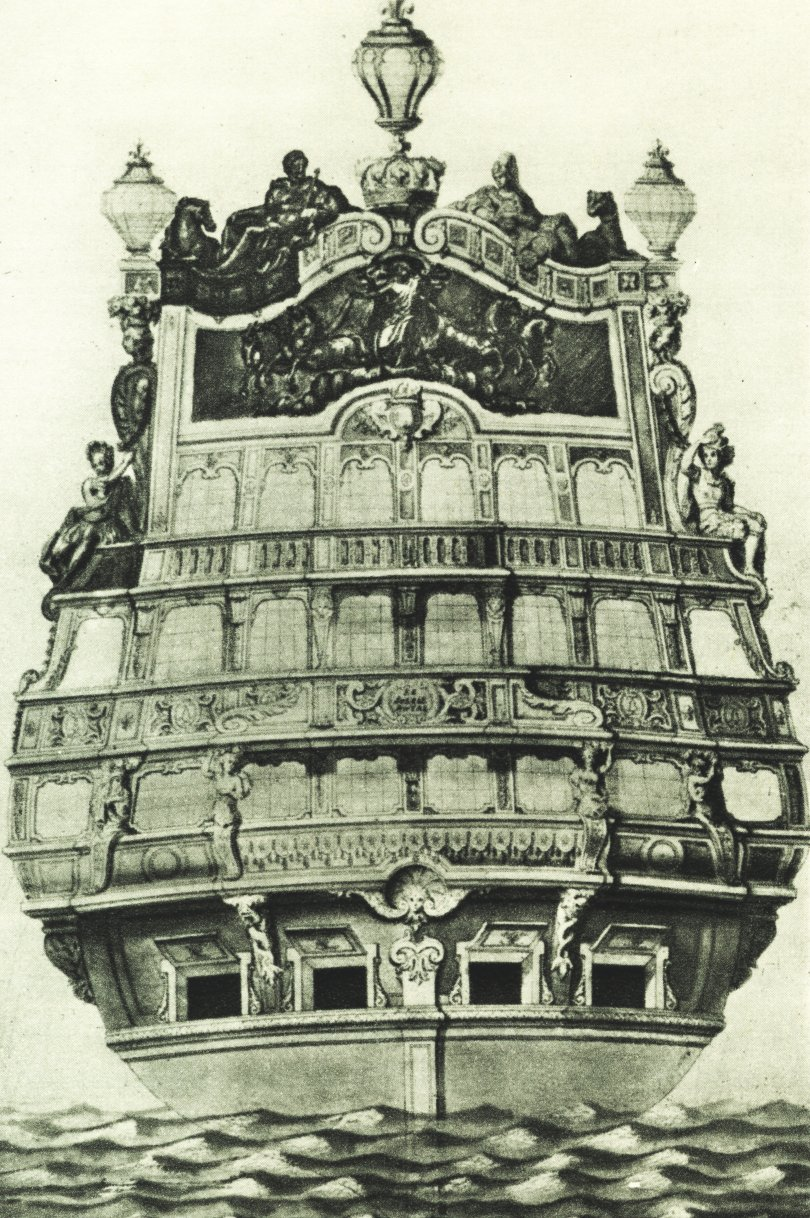
La poupe du Soleil Royal, par Jean Bérain. Musée du Louvre.

### Guerre de Hollande
Le vaisseau n'est pas utilisé comme navire-amiral pendant la guerre de Hollande (1672-1678) ; le comte d'Estrées, vice-amiral du Ponant, met sa marque sur le Saint-Philippe (de 78 canons) lors de la bataille de Solebay (1672). Duquesne le monte cependant en 1671 du Conquet au cap Finisterre. Le vaisseau est radoubé en 1686, avant d'être réarmé en 1688 au début de la guerre de la Ligue d'Augsbourg avec 104 canons de tous calibres. Il porte la marque du comte de Tourville, le nouveau vice-amiral de la flotte du Ponant.

### Guerre de la Ligue d'Augsbourg

#### Bataille de Béveziers (1690)
À la tête d'une escadre de 75 vaisseaux, avec le Soleil-Royal au centre de la ligne de bataille, le comte de Tourville est vainqueur des flottes anglaise et hollandaise, commandées par Lord Torrington et Cornelis Evertsen, à la bataille du cap Béveziers le 10 juillet 1690. Temporairement, la flotte française est maîtresse de la Manche.

#### Bataille de la Hougue (1692)
Une nouvelle opération destinée à débarquer en Angleterre est décidée en 1692. Mais le 29 mai 1692, la bataille de la Hougue, menée contre des forces très supérieures, oblige le vice-amiral de Tourville à rompre le combat. Le combat a été particulièrement acharné : sur les 973 hommes d'équipage, 500 sont hors de combat, et le lendemain 30 mai, à 8 h du matin, il n'est plus qu'à une lieue de la meute des vaisseaux ennemis qui le poursuivent. La rade de Cherbourg n'étant pas encore protégée et défendue par des forts, Tourville décide de mettre le cap à l'ouest pour rallier Brest ou Saint-Malo. Hélas au passage du cap de la Hague au Raz Blanchard, le courant de marée se retourne et tandis qu'une partie de sa flotte parvient à filer vers les îles Anglo-Normandes, une quinzaine de vaisseaux, dont le navire amiral est ramenée par le courant vers Cherbourg et la flotte anglo-hollandaise. Tourville décide de virer lof pour lof et d'aller abriter ce qu'il reste de sa flotte derrière la pointe de La Hougue où se trouvent quelques batteries qui pourraient protéger ses navires.

#### Destruction

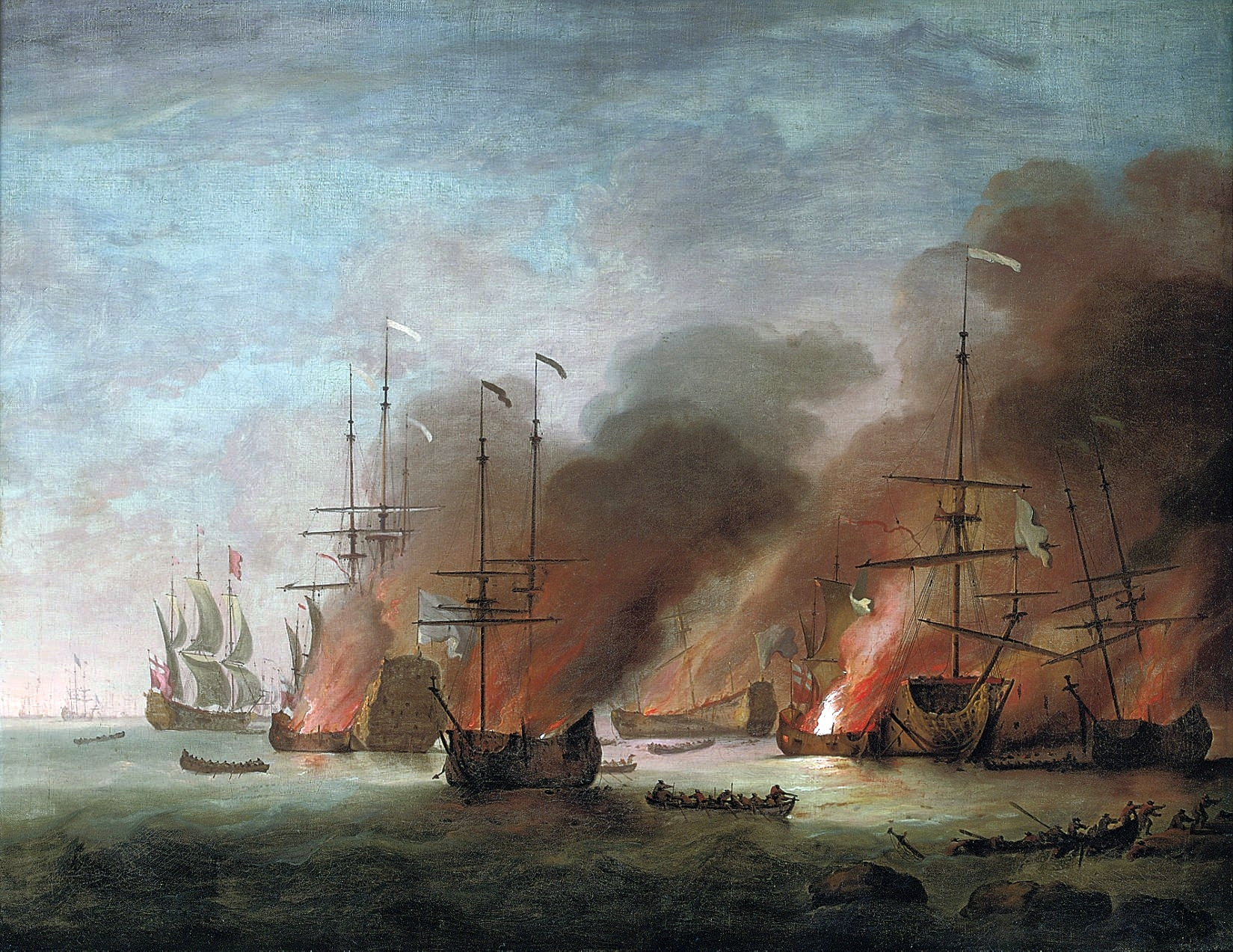
Le Soleil Royal en feu à la bataille de la Hougue, en 1692.

Dans la nuit du 30 mai, le Soleil-Royal est si endommagé que Tourville est contraint de l'abandonner au commandement de son capitaine, Charles Desnos, pour passer sur l’Ambitieux et partir vers Saint-Vaast-la-Hougue. Le Soleil-Royal, ne pouvant doubler la pointe de Fermanville, se retrouve isolé avec l’Admirable et le Triomphant devant Cherbourg, et des navires ennemis qui, le serrant de près, se préparaient à le couler. Il s'échoue au soir du 30 sur la pointe du Hommet (aujourd'hui à l'emplacement de l'arsenal de Cherbourg).
Le chevalier de Rantot, corsaire et contrebandier originaire de la région de Beaumont, saute dans une chaloupe, se fait hisser à bord du Soleil-Royal et donne l’ordre d'en couper la mâture. Il réussit ainsi à le rapprocher de la terre d’environ ½ quart de lieue, non sans avoir tiré cinq coups de canon de la batterie d’en bas contre les vaisseaux anglais qui le poursuivaient. Le 31 mai, le Soleil-Royal résiste encore aux 17 vaisseaux anglais qui l'attaquent et met à mal celui du contre-amiral Delaval.
Le chevalier de Rantot voulait conduire Soleil-Royal dans la fosse du Galet où il aurait été à l’abri des brûlots. Mais les officiers du vaisseau s’y opposent. Le 1er juin, la mâture fracassée, il est jeté à la côte. Le 2 juin 1692, la flotte anglaise l'attaque, ainsi que les deux autres vaisseaux échoués. Un brûlot, le troisième lancé contre lui, l'accroche sur la poupe. Le Soleil-Royal s'embrase et saute alors qu'il tire encore. L'explosion éparpille devant Cherbourg tout ce qui survit de l'équipage. On ne compte qu'un seul survivant. Les deux autres vaisseaux se sabordent, leurs équipages sont évacués avec des chaloupes, et ce qui reste est incendié par les Anglais.[réf. nécessaire]
La bataille donne lieu à l'édition d'une foule de gravures en Angleterre et en Hollande, et de nombreux tableaux rendent compte de l'évènement. Une médaille est éditée aux Provinces-Unies, montrant symboliquement les flûtes hollandaises arrêtant le Soleil péniblement poussé par Colbert, une propagande antifrançaise qu'il faut replacer dans le cadre de l'époque : cette défaite est la première des armées de Louis XIV. Elle intervient dans un contexte de guerre européenne générale où les troupes terrestres des coalisés sont incapables de l'emporter et essuient de lourdes défaites dans les Flandres. Cette victoire est donc particulièrement mise en valeur par les Anglo-Néerlandais, d'autant qu'elle intervient sur mer, c'est-à-dire dans un domaine considéré comme essentiel pour la sécurité et la prospérité des deux puissances navales.
Le nom de Soleil-Royal est perpétué dans la Marine royale : le deuxième vaisseau portant ce nom est lancé en 1693 et le troisième exemplaire en 1749.